# Кокран, Арчибальд
Арчиба́льд Ле́ман Ко́кран (англ. Archibald Leman Cochrane), сокращённо А́рчи Кокран (Archie), (12 января 1909, Галашилс, область Скоттиш-Бордерс, Шотландия — 18 июня 1988, Дорсет, Юго-Западная Англия, Великобритания) — шотландский врач, автор известной книги «Действенность и эффективность: Случайные размышления о медицинской службе». Книга обосновывала целесообразность использования рандомизированных контролируемых испытаний, чтобы сделать медицину и здравоохранение более эффективными и результативными. Его большая работа по продвижению идеи рандомизированных контролируемых испытаний в конечном итоге привела к созданию Кокрановской библиотеки - базы данных систематических обзоров, и созданию первоначально Британского Кокрановского центра в Оксфорде, а затем и международного сотрудничества Кокран, названного в его честь. Арчи Кокран известен как один из отцов современной клинической эпидемиологии и доказательной медицины.

## Биография
Кокран родился в Киркландсе, Галашилс, Шотландия, в семье, которую он называл «промышленным высшим средним классом». Его отец был убит во время службы в рядах Собственного Его Величества шотландского пограничного полка в Первой мировой войне.  Арчи получал стипендии Уппингемской школы и Королевского колледжа в Кембридже, добившись больших успехов в естественных науках. В 1930 году завершил бакалавриат по медицинским наукам своими исследованиями в области физиологии и анатомии. Он получил квалификацию врача в 1938 году в Больнице Университетского Колледжа Лондона и в Университетском Колледже Лондона.
С рождения страдал порфирией, что доставляло проблемы со здоровьем на протяжении всей его жизни. Он пробовал лечиться с помощью психоанализа при Теодоре Рейке, после Рейка направился в Берлин, затем в Вену и Гаагу. Из-за увеличенного влияния нацистов старался сочетать своё лечение с проведением медицинских исследований в Вене и Лейдене. Но был недоволен психоанализом. Тем не менее, он стал свободно говорить по-немецки, что позже пригодилось ему в жизни. Такие поездки убедили его в важности антифашистского дела.
Во время гражданской войны в Испании Кокран служил членом британской группы скорой помощи в рамках Комитета по медицинской помощи. Во время Второй мировой войны он присоединился к британской армии и был захвачен во время битвы на Крите, а затем работал медицинским офицером в лагерях городов Салоники (Греция) и Хильдбургхаузен, Эльстерхорст и Виттенберг-ан-Эльбе (Германия). Такой опыт в лагерях убедил его, что большая часть вмешательств в медицине не имела достаточных доказательств для оправдания их использования.
Кокран писал: «Я знал, что нет никаких реальных доказательств того, что все, что мы должны были предлагать пациентам с туберкулёзом, оказывало какое бы то ни было влияние на туберкулез, и я боялся, что я сократил жизнь некоторых из моих друзей из-за ненужного вмешательства». В результате он посвятил свою творческую жизнь, призывая медицинское сообщество принять научную методологию.
После войны он учился и получил диплом общественного здоровья и здравоохранения Лондонской школы гигиены и тропической медицины и провел год в Институте Генри Фиппса в Филадельфии, получив стипендию Рокфеллера. В 1948 году Кокран работал в отделе пневмокониоза Медицинского Исследовательского Совета, базировавшегося в больнице Лландо, который была частью Уэльской национальной медицинской школы, в настоящее время Кардиффской медицинской школы Университета Кардиффа. Здесь он начал серию исследований по здоровью населения области Уэльса, называемой Rhondda Fach, которые стали пионерскими по использованию рандомизированных контролируемых испытаний (РКИ).

## Карьера
В 1960 году Кокран был назначен профессором по туберкулезу и заболеваниям грудной клетки Дэвидом Дэвисом в Валлийской национальной медицинской школе, в настоящее время в Кардиффской медицинской школе Университета Кардиффа, а девять лет спустя стал директором нового отдела исследований эпидемиологии Совета по медицинским исследованиям в Ричмонд-роуд, Кардифф, 4. Его новаторская работа по проверке медицинских процедур скрининга, опубликованная совместно с другим эпидемиологом Уолтером У. Холландом в 1971 году, стала классикой в этой области.

Его монография 1971 года «Действенность и эффективность: Случайные размышления о медицинской службе», впервые опубликованная в 1972 году фондом Nuffield Hospitals Trust, теперь известная как Nuffield Trust,  приобрела большое влияние. Её резюме гласило:
«Исследование работы клинического сектора NHS решительно говорит о том, что простейшим объяснением результатов является то, что этот сектор подвержен сильной инфляции, а выход растет намного меньше, чем можно было бы ожидать от ввода». Согласно обзору в Британском медицинском журнале, «герой книги — это рандомизированное контролируемое испытание, а злодеи — клиницисты в „заботе“ Национальной службы здравоохранения (NHS), которые либо не проводят такие испытания или преуспевать в игнорировании результатов, если они не вписываются в свои собственные предвзятые идеи».
Поддержав этот вызов системе медицинского обслуживания, как он это увидел, в 1978 году с коллегами он опубликовал исследование 18 развитых стран, в котором он сделал следующие замечания: «Показатели медицинской помощи не отрицательно связаны со смертностью, а там является заметной позитивной связью между распространенностью врачей и смертностью в младших возрастных группах. До сих пор не было найдено объяснений этой аномалии врача. Валовой национальный продукт на душу населения является основной переменной, которая демонстрирует неизменно сильную отрицательную связь со смертностью.»  Эта работа была выбрана для включения в сборник влиятельных документов, от исторически важных эпидемиологов, опубликованных Панамериканской организацией здравоохранения (ПАОЗ / ВОЗ) в 1988 году.
Кокран содействовал рандомизированным испытаниям и является соавтором с профессором Питером Элвудом в отчете о первом рандомизированном исследовании аспирина в профилактике сосудистых заболеваний. Он также продвигал когортное исследование и был ключевым консультантом в очень подробном когортном исследовании: Исследование болезни сердца Caerphilly, которое было основано на представительной выборке населения из 2375 мужчин среднего возраста с коэффициентом ответа 89 %.

## Известность и влияние
В указанной книге он предложил: поскольку ресурсы всегда будут ограничены, они должны быть использованы для обеспечения справедливого предоставления тех форм медицинской помощи, которые были показаны эффективными в правильно спланированных исследованиях по оценке их эффективности. В особенности, он подчеркивал важность использования доказательств из рандомизированных контролируемых испытаний, потому что они с наибольшей вероятностью обеспечивали существенно более надежную информацию, чем другие источники доказательств. Его доводы вскоре были широко признаны общественностью и специалистами здравоохранения как первостепенно важные.
В 1979 году он писал: «Суровой критики заслуживает наша профессия за то, что мы не организовали разработку критических резюме всех соответствующих рандомизированных контролируемых испытаний, по специальностям, или узким специальностям, периодически адаптируемых.» Его вызов привел к созданию в 1980-е годы международного сотрудничества по разработке Оксфордской базы данных перинатальных клинических испытаний.
В 1987 году, за год до своей смерти, Кокран назвал систематический обзор рандомизированных клинических испытаний (РКИ) вмешательств во время беременности и родов «истинной вехой в истории рандомизированных испытаний и оценки медицинской помощи», и предложил, чтобы другие специалисты копировали эти методы, использованные в систематическом обзоре. Воодушевление и одобрение его взглядов другими привели к открытию первого Кокрановского центра (в Оксфорде, Великобритания) в 1992 году и к основанию Сотрудничества Кокран в 1993 году.

## Награды
За его «галантную и выдающийся» службу в лагерях военнопленных он был награждён британским правительством MBE; за его вклад в эпидемиологию как науку, которую он позже наградил CBE.

## Автобиография и архив
«Медицина одного человека: автобиография профессора Арчи Кокрана» была опубликована в 1989 году и в соавторстве с Максом Блайт. Книга была напечатана в течение ряда лет, но издание в мягкой обложке было издано Университетом Кардиффа в апреле 2009 года, чтобы отпраздновать столетие со дня его рождения.
Архивированный архив Archie Cochrane находится в Archie Cochrane Library, Университет Кардиффа.

## Примечание
1. 1 2  Archibald Leman Cochrane // Encyclopædia Britannica (англ.)
2. 1 2  Archibald Leman  Cochrane // Base biographique (фр.) — BIU Santé.
3. ↑  http://www.bordertelegraph.com/news/roundup/articles/2014/03/03/489740-medical-maverick-archie-cochrane-is-set-to-inspire-another-generation/
4. 1 2 3  Cochrane, 1972.
5. 1 2  Archie Cochrane: The name behind Cochrane. www.cochrane.org. Cochrane Collaboration (5 декабря 2013). Дата обращения: 29 ноября 2017. Архивировано из оригинала 24 февраля 2021 года.
6. ↑  Hill, GB. Archie Cochrane and his legacy: An internal challenge to physicians’ autonomy? Journal of Clinical Epidemiology (декабрь 2000). Дата обращения: 29 ноября 2017. Архивировано из оригинала 17 июня 2010 года.
7. ↑  Cochrane & Blythe. . — 2009. — С. 115—118..
8. ↑  "University lauds medical pioneer". BBC News. Retrieved 2 February 2014. Архивировано 15 декабря 2019. Дата обращения: 15 декабря 2019.
9. ↑  Cochrane, AL; Holland, W. W. Validation of screening procedures (англ.) // British Medical Bulletin[англ.] : journal. — 1971. — Vol. 27, no. 1. — P. 3—8. — doi:10.1093/oxfordjournals.bmb.a070810. — PMID 5100948.
10. ↑  Dollery, C. T. Constructive Attack. Effectiveness and Efficiency. Random Reflections on Health Services (AL Cochrane) (англ.) // British Medical Journal : journal. — 1972. — Vol. 56.
11. ↑  Cochrane, AL; St Leger, AS; Moore, F. Health service 'input' and mortality 'output' in developed countries (англ.) // J Epidemiol Community Health[англ.] : journal. — 1978. — Vol. 32. — P. 200—205. — doi:10.1136/jech.32.3.200. — PMC 1060946.
12. ↑  Buck, C.; Llopis, A.; Najera, Terris M., eds. (1988), The Challenge of Epidemiology: Issues and Selected Readings, Washington, DC: Pan American Health Organization.
13. ↑  Elwood, PC; Cochrane, AL; Burr, ML; Sweetnam, PM; Williams, G; Welsby, E; Hughes, SJ; Renton, R. A randomized controlled trial of acetyl Salicylic Acid in the secondary prevention of mortality from myocardial infarction (англ.) // British Medical Journal : journal. — 1974. — 9 March (vol. 1, no. 5905). — P. 436—440. — doi:10.1136/bmj.1.5905.436. — PMID 4593555. — PMC 1633246.
14. ↑  The Caerphilly and Speedwell Collaborative Group. Caerphilly and Speedwell collaborative heart disease studies (англ.) // Journal of Epidemiology and Public Health : journal. — 1984. — September (vol. 38, no. 3). — P. 259—262. — doi:10.1136/jech.38.3.259. — PMID 6332166. — PMC 1052363.
15. ↑  Биография Кокран. Дата обращения: 29 ноября 2017. Архивировано 3 декабря 2017 года.
16. ↑  Letter to Archie Cochrane, medical pioneer, from King George VI. People's Collection Wales (1945). Дата обращения: 2 февраля 2014. Архивировано 22 февраля 2014 года.
17. ↑  Biographical Outline of Archibald Leman Cochrane (1909-1988). Cardiff University. Дата обращения: 2 февраля 2014. Архивировано 22 февраля 2014 года.
18. ↑  Archie Cochrane Archive. Дата обращения: 29 ноября 2017. Архивировано 1 декабря 2017 года.